# دریای مدیترانه

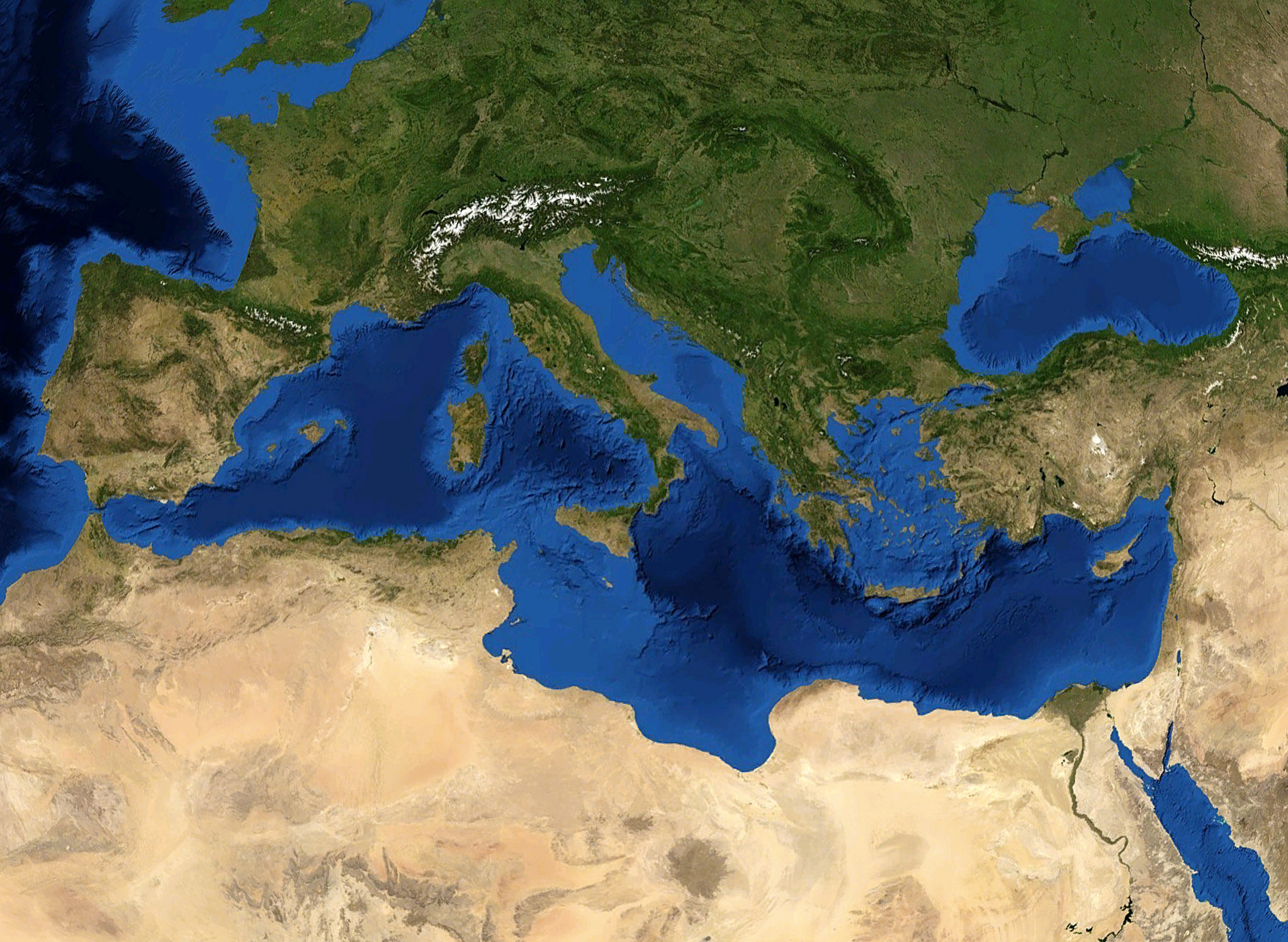
دید ماهواره‌ای دریای مدیترانه، تصویر از ناسا

از هم گسیختن قاره پانجه‌آ و شکل‌گیری قاره‌ها و دریای مدیترانه

دریای مِدیتِرانه یک پهنه وسیع آبی است که اروپا، آفریقا و آسیا را به هم متصل می‌کند، این دریا یکی از مهم‌ترین مناطق تاریخی و بوم‌شناختی در جهان است. این دریا تقریباً ۲٫۵ میلیون کیلومتر مربع را پوشش می‌دهد و تقریباً به‌طور کامل توسط خشکی محاصره شده است، با تنها ارتباط طبیعی آن با اقیانوس اطلس که تنگه باریک جبل‌الطارق است. دریای مدیترانه به دو حوضه اصلی تقسیم می‌شود: مدیترانه غربی و مدیترانه شرقی، که توسط تنگه سیسیل از هم جدا شده‌اند. این دریا بیش از ۱۰٬۰۰۰ جزیره را در خود جای داده است که سیسیل و ساردینیا بزرگ‌ترین آن‌ها هستند.
مدیترانه تاریخ غنی‌ای دارد و به‌عنوان یک مسیر تجاری حیاتی برای تمدن‌های باستانی مانند مصریان، یونانیان و رومیان عمل کرده است. این دریا مرکزی برای توسعه بسیاری از جوامع مدرن بوده و زمانی به‌طور کامل تحت کنترل امپراتوری روم قرار داشت که آن را *ماره نوستروم* (دریای ما) می‌نامیدند. این دریا همچنین محل رویدادهای زمین‌شناسی مهمی بوده است، مانند بحران شوری مسینی که حدود ۵٫۹ میلیون سال پیش رخ داد و در آن دریای مدیترانه تقریباً خشک شد و سپس توسط سیل زانکلین دوباره پر شد.
از نظر بوم‌شناختی، مدیترانه یک نقطه داغ تنوع زیستی است، هرچند با چالش‌هایی مانند صید بیش از حد، آلودگی و گونه‌های مهاجم مواجه است.
دریای مدیترانه همچنین یک مقصد گردشگری مهم است که سالانه میلیون‌ها نفر را به شهرها و جزایر ساحلی خود جذب می‌کند. با این حال، گردشگری به تخریب محیط زیست، از جمله از دست رفتن زیستگاه‌ها و آلودگی کمک کرده است. با وجود این چالش‌ها، مدیترانه همچنان یک مرکز اقتصادی و فرهنگی حیاتی است، با بنادر آن که تجارت جهانی را تسهیل می‌کند و آب‌های آن از تنوع زیستی دریایی پشتیبانی می‌کند. تلاش‌ها برای رسیدگی به مسائل زیست‌محیطی، مانند کنوانسیون بارسلونا، به‌دنبال حفاظت از این دریا منحصر به فرد و تاریخی برای نسل‌های آینده است.

## نام‌ها
نام مدیترانه از زبان فرانسوی گرفته شده و اصل آن به زبان لاتین Mare Mediterraneum به معنای دریای «میان خشکی‌ها» است. در دوران حکومت امپراتور روم Mare Nostrum به معنای «دریای ما» خوانده می شد به دلیل این که دریا در داخل مرزهای حکومت روم قرار گرفت.
در منابع عربی و اسلامی از این دریا به دریای روم، دریای سفید و دریای میانه (بحر روم، بحر ابیض و بحر متوسط) نیز یاد شده است. دریای فلسطین، دریای بزرگ و دریای مغرب از دیگر نام‌های قدیمی آن در متون شرقی است.

## دریاهای حاشیه‌ای
دریای مدیترانه شامل ۱۴ دریای حاشیه‌ای و ۲۹ خلیج و ۸ تنگه و ۵ کانال است و از شرق به دریای سیاه و دریای سرخ و از غرب به اقیانوس اطلس راه دارد. دریای مرمره (و تنگه داردانل به عنوان بخشی از آن) اغلب به عنوان بخشی از دریای مدیترانه در نظر گرفته می‌شوند ولی دریای سیاه (و دریای آزوف به عنوان دریای حاشیه‌ای آن) به‌طور معمول به‌عنوان بخشی از دریای مدیترانه در نظر گرفته نمی‌شوند.
| ردیف | نام            | وسعت (کیلومتر مربع) | کشورهای ساحلی            |
| ---- | -------------- | ------------------- | ------------------------ |
| ۱    | دریای لوانتین  | ۳۲۰٬۰۰۰             | شش کشور                  |
| ۲    | دریای تیرنی    | ۲۷۵٬۰۰۰             | ایتالیا، فرانسه          |
| ۳    | دریای آدریاتیک | ۲۳۵٬۰۰۰             | هفت کشور                 |
| ۴    | دریای اژه      | ۲۱۴٬۰۰۰             | یونان، ترکیه             |
| ۵    | دریای لیبی     |                     | لیبی، یونان              |
| ۶    | دریای بالئار   |                     | فرانسه، اسپانیا          |
| ۷    | دریای یونان    | ۱۶۹٬۰۰۰             | یونان، ایتالیا           |
| ۸    | دریای آلبوران  | ۵۳٬۰۰۰              | اسپانیا، مراکش و الجزایر |
| ۹    | دریای مرمره    | ۱۱٬۵۰۰              | ترکیه                    |
| ۱۰   | دریای کرت      | ۸٬۳۳۶               | یونان                    |
| ۱۱   | دریای ساردینیا |                     | ایتالیا، اسپانیا         |
| ۱۲   | دریای لیگوریا  |                     | ایتالیا، فرانسه          |
| ۱۳   | دریای تراکیه   |                     | یونان، ترکیه             |
| ۱۴   | دریای میرتو    |                     | یونان                    |
| کل   | دریای مدیترانه | ۲٬۵۰۰٬۰۰۰           | بیست و یک کشور           |

1. شش کشور ساحلی دریای لوانتین: ترکیه، سوریه، لبنان، فلسطین، مصر، قبرس
2. هفت کشور ساحلی دریای آدریاتیک: آلبانی، یونان، ایتالیا، کرواسی، مونته‌نگرو، اسلوونی، بوسنی و هرزگوین
3. سازمان آب‌نگاری بین‌المللی نام دریای ساردینیا را به رسمیت نمی‌شناسد و این ناحیه را با عنوان کلی حوضه غربی دریای مدیترانه تعریف می‌کند.
4. یونان با هفت و ایتالیا با پنج و ترکیه با چهار دریای حاشیه‌ای مدیترانه خط ساحلی دارد.
5. از بین کشورهای ساحلی تنها دو کشور مالت و تونس هیچ دریای حاشیه ای ندارند و دریای ساحلی آن‌ها فقط به عنوان دریای مدیترانه تعریف شده است. البته تنگه سیسیل بین ایتالیا و تونس واقع شده و مالت را در کناره خود دارد که در برخی منابع از آن به عنوان دریای سیسیل یاد شده است ولی اغلب به عنوان تنگه از آن یاد شده است.

## کشورهای حاشیه‌ای

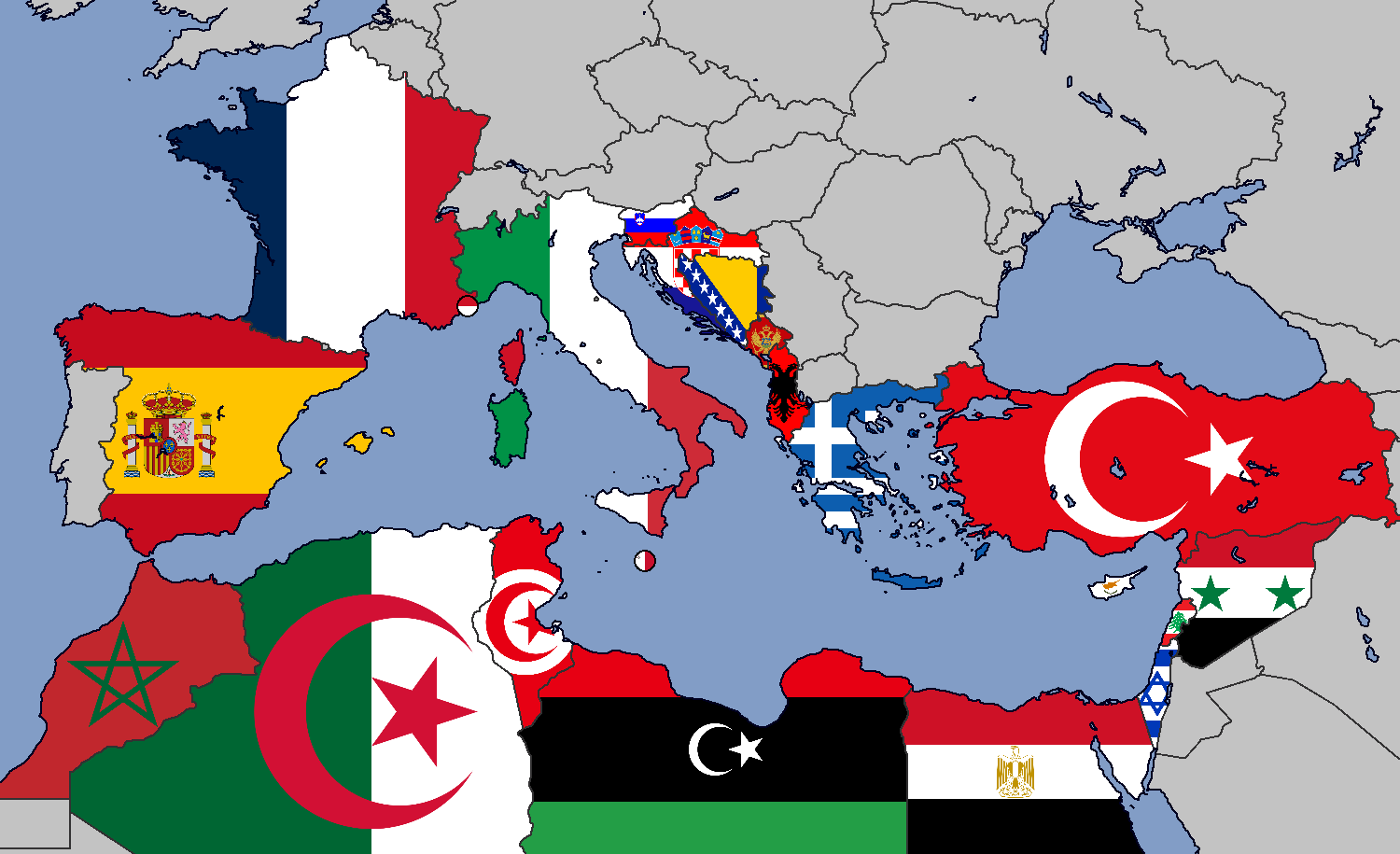
کشورهای حاشیه مدیترانه

۲۳ کشور مستقل شامل ۱۴ کشور جنوب اروپا، ۵ کشور شمال آفریقا و ۴ کشور آسیایی لبنان، ترکیه، فلسطین و سوریه در دریای مدیترانه خط ساحلی دارند. همچنین مناطق غیرمستقل قبرس، نوار غزه و جبل الطارق نیز دارای خط ساحلی در این دریا هستند.

## پیشینه

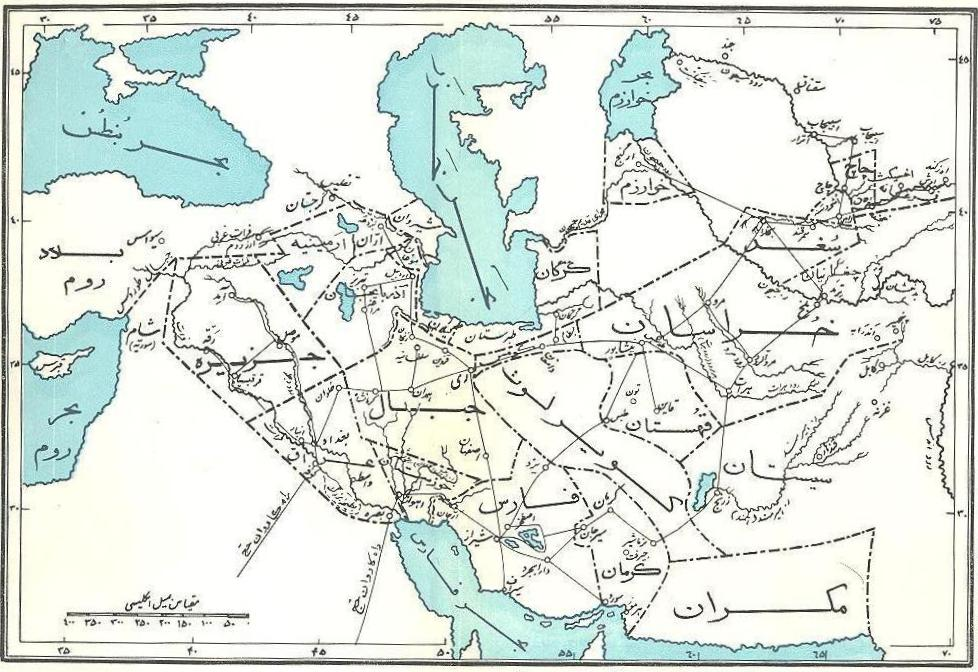
دریای مدیترانه در نقشه ایران در زمان خلفای عباسی در این نقشه نام دریا بحر روم (سمت چپ) ذکر شده است. برگرفته از کتاب جغرافیای تاریخی سرزمین‌های خلافت شرقی

دریای مدیترانه مسیری مهم برای بازرگانان و مسافران جهان قدیم بود و از همان زمان دادوستد فرهنگی و بازرگانی را میان مردمان گوناگون ممکن می‌کرد. فرهنگ‌های حاضر در محدوده این دریا از دوران باستان عبارت بوده‌اند از:فرهنگ‌های میان‌رودان، ایران (هخامنشی)، مصری، فنیقی، کارتاژی، ایبریایی، یونانی، مقدونی، ایلریایی، تراکیهای، لوانتی، گالی، رومی، آلبانیایی، ارمنی، عربی، بربر، یهودی، اسلاوی و ترک.
دو تمدن مهم باستانی مدیترانه یکی دولت‌شهرهای یونان و دیگر فنیقیه بودند که اولی تمدنی هندواروپایی و دومی سامی به حساب می‌آمدند.
زمانی که آگوستوس امپراتوری روم را بنیاد نهاد، مدیترانه به مرور از سوی رومیان «دریای ما» (Mare Nostrum) نامیده شد. این دریا به سبب موقعیت جغرافیایی ویژه از جمله قرار گرفتن در حصر رشته کوه‌ها و کویرها و همچنین شرایط مناسب کشتیرانی در آن، نقش پررنگی در تحولات سیاسی، اجتماعی و اقتصادی مردمان حاشیه آن داشته و با ایجاد اتصال بین آن‌ها باعث خلق مشابهت‌های عمیقی بین این مردمان شده است؛ به‌گونه‌ای که فرهنگ‌های مختلف پیرامون آن را گاهی بخش‌هایی از یک تمدن بزرگ دریاپایه دانسته‌اند. از این رو «دریای ما» خوانده شدن آن توسط رومی‌ها نه تنها به دلیل سلطه آن‌ها بر این دریا بلکه به جهت سلطه این دریا بر زندگی آن‌ها بوده است. اداره امپراتوری وسیع روم بدون مدیترانه غیرممکن بود. این دریا قدرت و نفوذ رومی‌ها را تا سرزمین‌های بسیار دور می‌گستراند. کشتی‌های مجهز می‌توانستند خود را رم تا هر نقطه از مدیترانه تنها در عرض دو هفته برساند. برای مثال در شرایط آب‌وهوایی مساعد کشتی راهی شده از رم اندکی بیش از یک هفته بعد در اسکندریه پهلو می‌گرفت. این مسئله امکان تحمیل مستقیم و مؤثر اراده و حاکمیت رومی‌ها از طریق بازوی نظامی را فراهم می‌آورد. بدین ترتیب هیچ امپراتوری خشکی‌پایه‌ای نمی‌توانست انسجام سیاسی، تجاری و فرهنگی حاصل از مدیترانه را برای خود متصور باشد. دقیقاً از همین رو با گسترش اراضی تحت سلطه رومی‌ها به سمت شرق (بین‌النهرین) و شمال (مرکز و غرب اروپا) و دور شدن مرزها از مدیترانه، مشکلات و خطرات بزرگی گریبان‌گیر آن‌ها و نظم حاکم بر امپراتوری شد.
داریوش بزرگ به دلیل اهمیت راه دریایی میان مصر و ایران دستور ساخت آبراهی میان دریای سرخ و دریای مدیترانه را از راه نیل در اواخر سدهٔ ششم پیش از میلاد داد تا کشتی‌های ایرانی بتوانند به راحتی از آن عبور کنند. سرپرستی ساخت این آبراه را مهندس ارتاخه، از مهندسان ایرانی عصر هخامنشی، به عهده داشت.
جنگ‌های پونیک میان روم و کارتاژ که بر سر تصاحب جزیرهٔ سیسیل آغاز شده بود، مدت‌ها منطقه مدیترانه را دچار تنش کرد و این جنگ‌ها با پیروزی رومیان به پایان رسید.

## جغرافیا
نام کشورهای کرانه‌ای دریای مدیترانه به ترتیب الفبا عبارت است از: آلبانی، اسپانیا، اسلوونی، الجزایر، ایتالیا، بوسنی و هرزگووین، ترکیه، تونس، سوریه، صربستان، فرانسه، فلسطین، قبرس، کرواسی، لبنان، لیبی، مالت، مصر، مونتنگرو، مراکش، و یونان.
در میان این کشورها، قبرس و مالت کشورهای جزیره‌ای هستند.
دریای مدیترانه از سوی غرب توسط تنگه جبل‌الطارق (که در نوشته‌های هومر ستون‌های هرکول نامیده شده) به لبنان می‌پیوندد.
مدیترانه در شرق به ترتیب توسط تنگه‌های داردانل و بسفر به دریای مرمره و دریای سیاه متصل است. دریای مرمره را اغلب به عنوان بخشی از دریای مدیترانه به‌شمار می‌آورند اما دریای سیاه دریایی جدا به‌شمار می‌آید.
کانال دست‌ساخت سوئز به درازای ۱۶۳ کیلومتر (۱۰۱ مایل)، مدیترانه را در سمت جنوب شرقی به دریای سرخ متصل می‌کند.
جزیره‌های بزرگ در دریای مدیترانه عبارتند از قبرس، کرت، وابیه، رودس، لسبوس، خیوس، سفالونیا، کورفو، لیمنوس، ساموس، ناکسوس و آندروس در مدیترانه شرقی؛ ساردینیا، کُرس، سیسیل، کِرِس، کرک، براچ، هوار، پاگ، کورچولا و مالت در مدیترانه مرکزی؛ و ایبیزا، مایورکا و مینورکا (جزایر بالئاری) در مدیترانه غربی.
آب و هوای معمولی مدیترانه دارای تابستان‌های گرم، مرطوب، و گاه خشک و زمستان‌های معتدل و بارانی است. فرآورده‌های کشاورزی در منطقه عبارتند از زیتون، انگور، پرتقال، نارنگی و چوب‌پنبه.

## آلودگی
طی مطالعه‌های بیست ساله اخیر به این نتیجه رسیده‌اند که دریای مدیترانه آلوده‌ترین دریای اروپا است.

## خط ساحلی
دریای مدیترانه حدود ۴۶ هزار کیلومتر خط ساحلی دارد.

## شهرها
شهرهای پرجمعیت‌تر از ۲۰۰ هزار نفر که در کرانه دریای مدیترانه واقع شده‌اند:
| کشور          | شهرها                                                               |
| ------------- | ------------------------------------------------------------------- |
| اسپانیا       | بارسلون، آلیکانته، کارتاگنا، مالاگا، پالما د مایورکا، والنسیا       |
| فرانسه        | مارسی، نیس، مون‌پلیه                                                 |
| موناکو        | موناکو                                                              |
| ایتالیا       | باری، کاتانیا، جنوا، مسینا، ناپل، پالرمو، رم، تارانتو، تریسته، ونیز |
| مالت          | والتا                                                               |
| کرواسی        | اسپلیت                                                              |
| آلبانی        | دراج                                                                |
| یونان         | آتن، پاتراس، پیره، سالونیک                                          |
| قبرس          | لیماسول                                                             |
| ترکیه         | آنتالیا، اسکندرون، ازمیر، مرسین، آدانا، طرسوس                       |
| سوریه         | لاذقیه، طرطوس، بانیاس                                               |
| لبنان         | بیروت، طرابلس                                                       |
| مناطق فلسطینی | غزه                                                                 |
| مصر           | اسکندریه، دمیاط، پورت‌سعید                                           |
| لیبی          | الخمس، بنغازی، مصراته، طرابلس                                       |
| تونس          | صفاقس، تونس                                                         |
| الجزایر       | الجزیره، عنابه، وهران                                               |
| مغرب          | تطوان، طنجه، ناظور                                                  |

## جزایر دریای مدیترانه
| نام جزیره | کشور    | مساحت  | جمعیت     | پایتخت/شهر مرکزی |
| --------- | ------- | ------ | --------- | ---------------- |
| سیسیل     | ایتالیا | ۲۵٬۴۶۰ | ۵٬۰۱۰٬۰۰۰ | پالرمو           |
| ساردنی    | ایتالیا | ۲۴٬۰۹۰ | ۱٬۶۵۶٬۰۰۰ | کالیاری          |
| قبرس      | قبرس    | ۹٬۲۵۱  | ۱٬۰۸۸٬۵۰۳ | نیکوزیا          |
| کرس       | فرانسه  | ۸٬۶۸۱  | ۲۷۵٬۰۰۰   | آژاکسیو          |
| کرت       | یونان   | ۸٬۳۱۲  | ۶۲۴٬۰۰۰   | هراکلیون         |

## بحران مهاجران
سازمان بین‌المللی مهاجرت، دریای مدیترانه را مرگبارترین مسیر مهاجرت‌های غیرقانونی در جهان اعلام کرده است. این راه تنها طریق اصلی رسیدن به سواحل کشورهای اروپایی است. اغلب مهاجران برای رسیدن به این هدف مبالغ هنگفتی به قاچاقچیان حرفه‌ای می‌پردازند. جنگ، فرار از کانون‌ها، بحران گرسنگی و ساختن آینده‌ای بهتر، از انگیزه‌های پناهجویان برای ورود به اروپا است. با این که «گاردهای نجات» اتحادیهٔ اروپا همواره در حال گشت در سواحل لیبی و نجات پناهجویان غرق‌شده در آب‌های مدیترانه هستند، با این حال هر سال به‌شمار غرق‌شدگان در این دریا افزوده می‌شود. کمیساریای عالی سازمان ملل متحد در امور پناهندگان اعلام کرد در سال ۲۰۱۸ میلادی، ۲ هزار و ۲۶۲ پناهجو در دریای مدیترانه جان خود را از دست داده یا ناپدید شده‌اند.
هرساله با فرارسیدن فصل تابستان و مساعد شدن وضعیت آب و هوا، سفرهای پرمخاطره در دریای مدیترانه برای رسیدن به اروپا افزایش می‌یابد. راه دریایی بین لیبی و ایتالیا اصلی‌ترین مسیر برای پناهجویانی است که می‌خواهند به اروپا بیایند. پس از توافق اتحادیه اروپا با ترکیه بر سر بازگرداندن پناهجویان از یونان به ترکیه، تعداد پناهجویانی که از یونان قصد ورود به اروپا را دارند، به‌طور چشمگیری کاهش پیدا کرده است. بسیاری از کسانی که از طریق آب‌های مدیترانه راهی اروپا می‌شوند، از آفریقای سیاه آمده‌اند. این انسان‌ها از فقر، خشونت و تعقیب‌های قضایی به اروپا فرار می‌کنند و اغلب تنها هستند. بیشتر آوارگانی که از شمال آفریقا به اروپا می‌آیند، از غرب قاره و شاخ آفریقا هستند.

## مرزهای دریایی
در سال ۲۰۲۰ م. با توافق میان ترکیه و لیبی، اختلافات مرزهای آبی میان یونان و ترکیه بالا گرفت. در ناحیهٔ قبرس و دریای لوانتین و همین‌طور مرزهای میان لیبی با همسایگان آبی خود اختلافاتی وجود دارد.

## نگارخانه

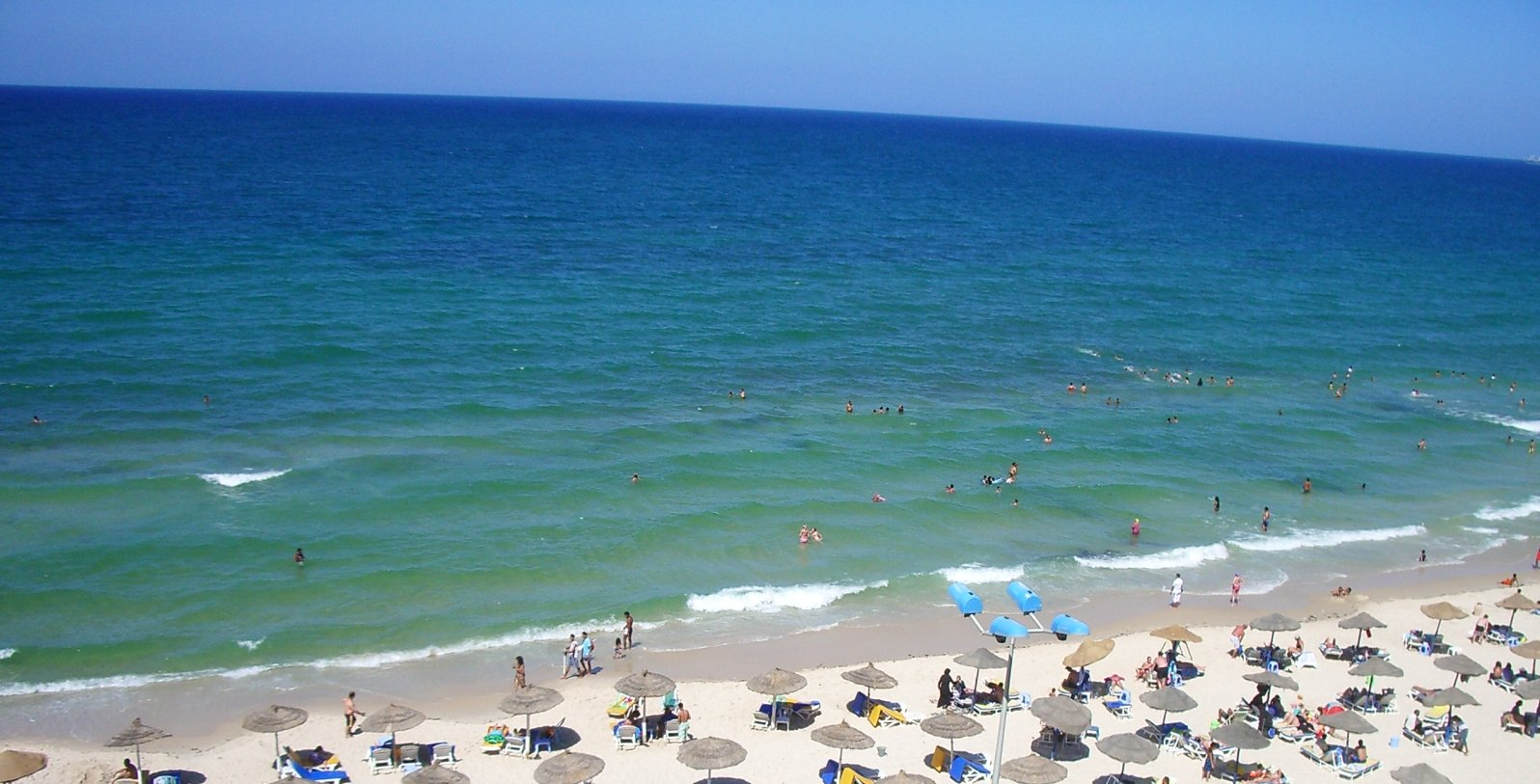
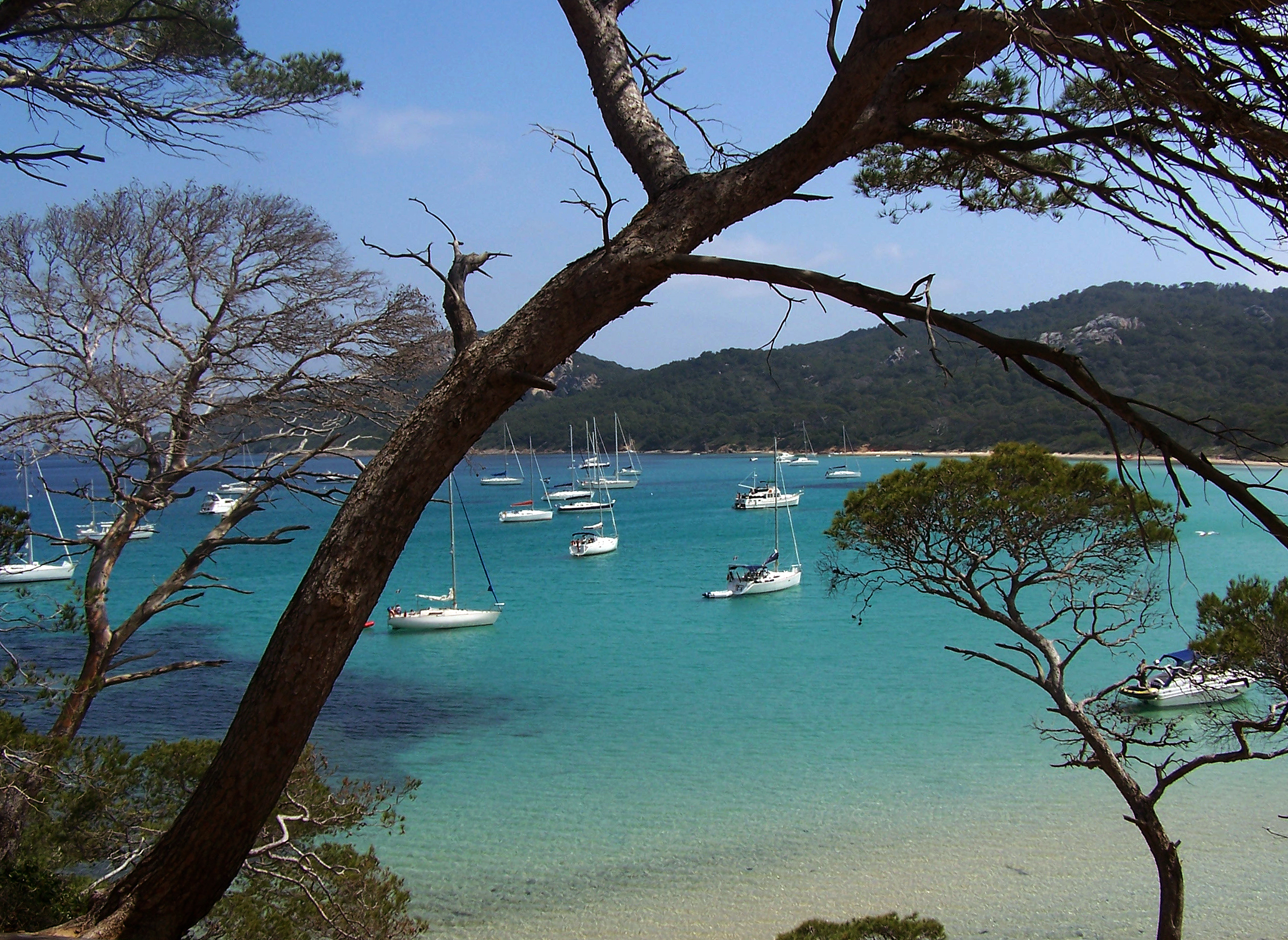
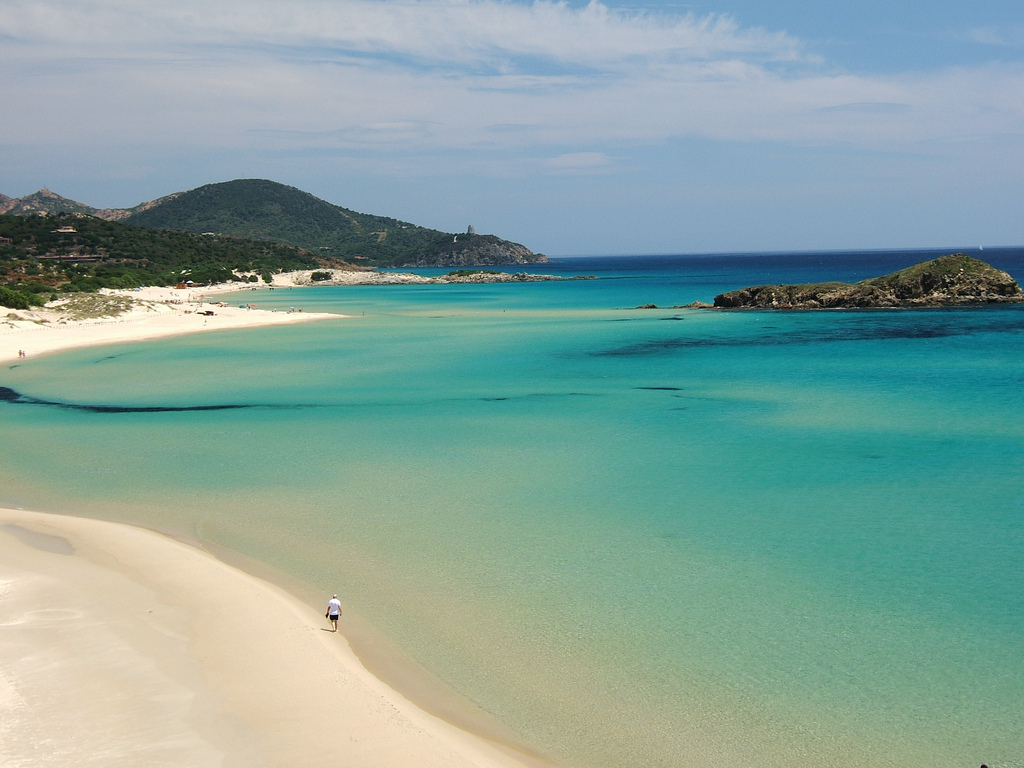
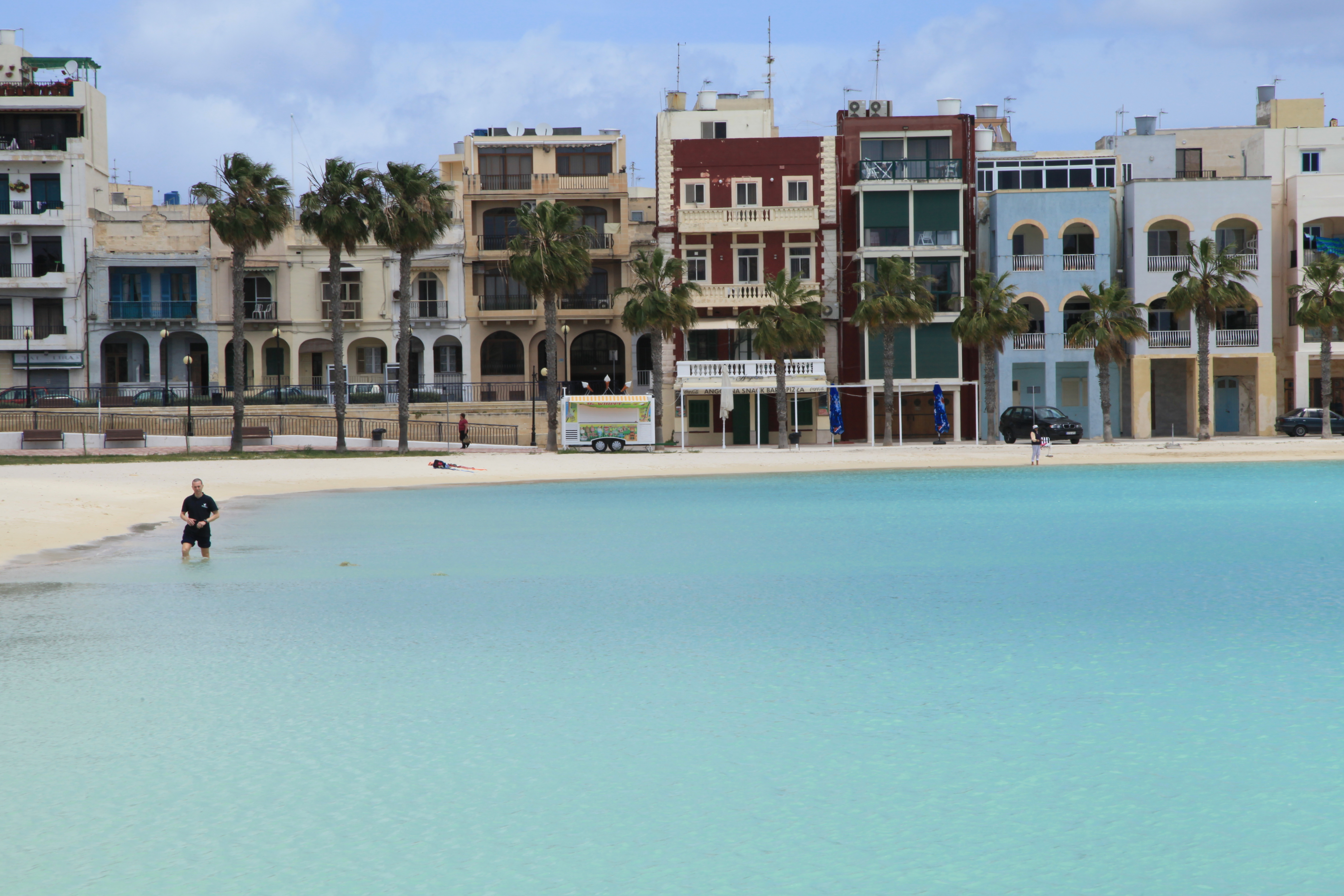
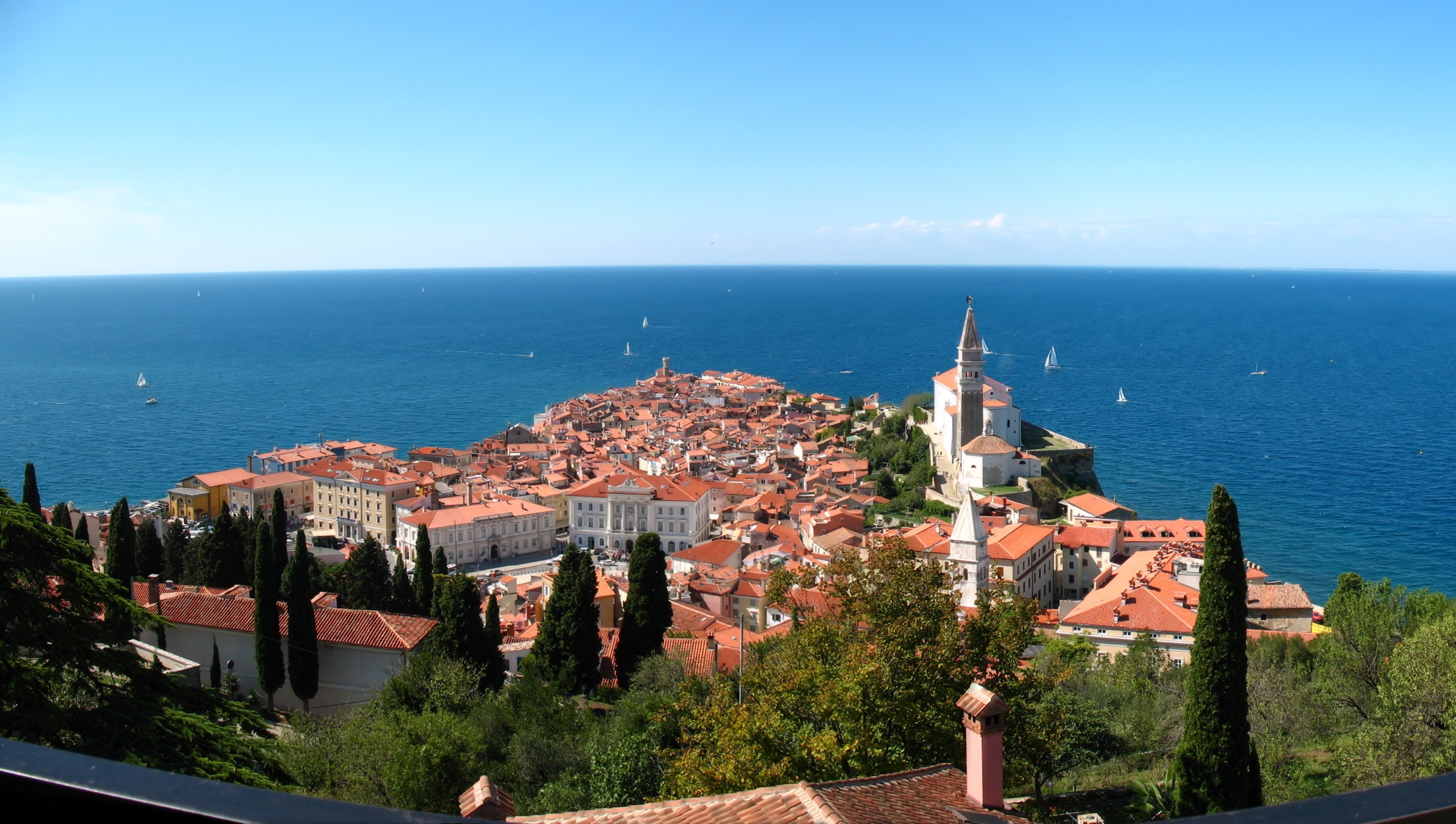
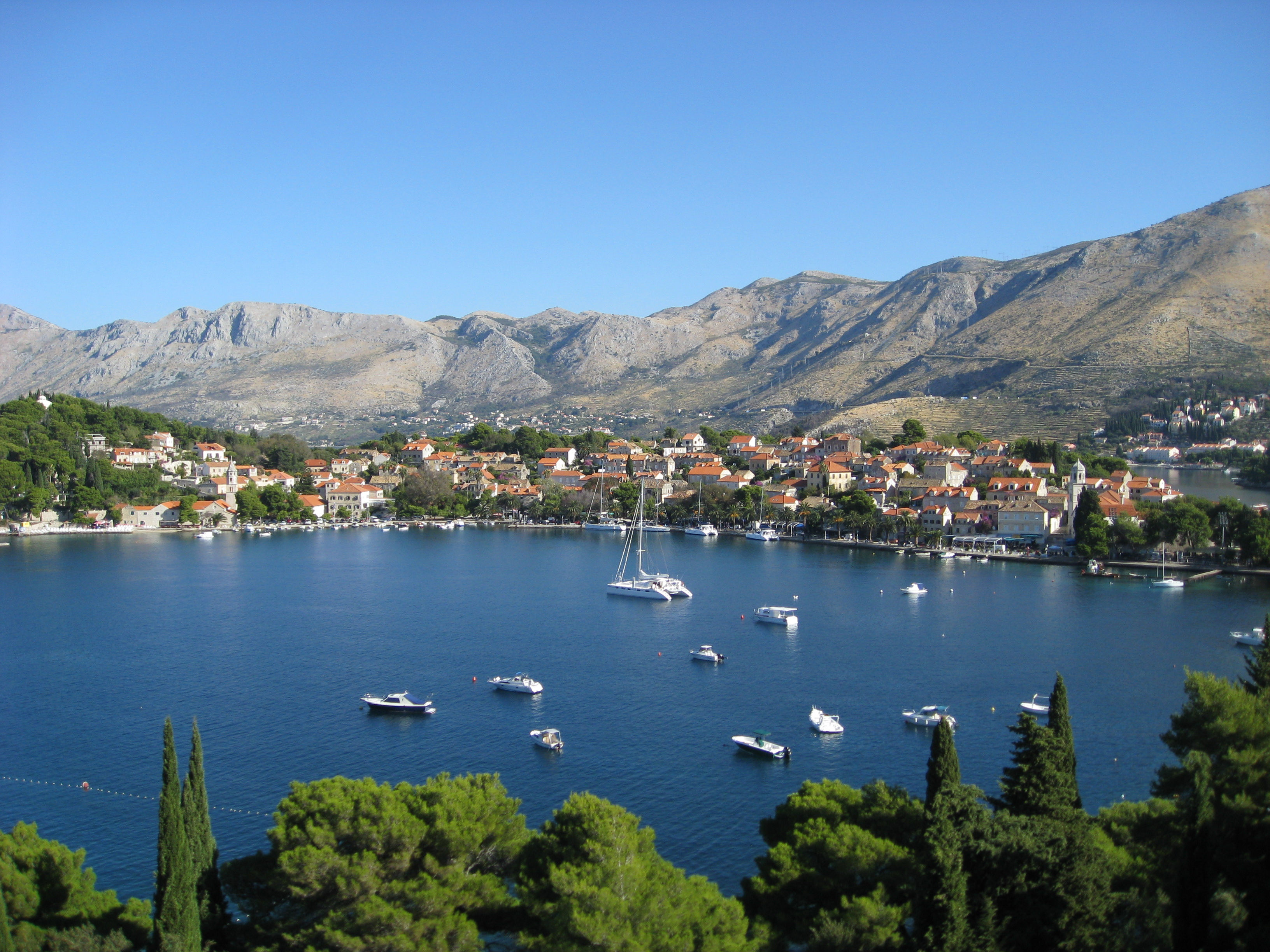
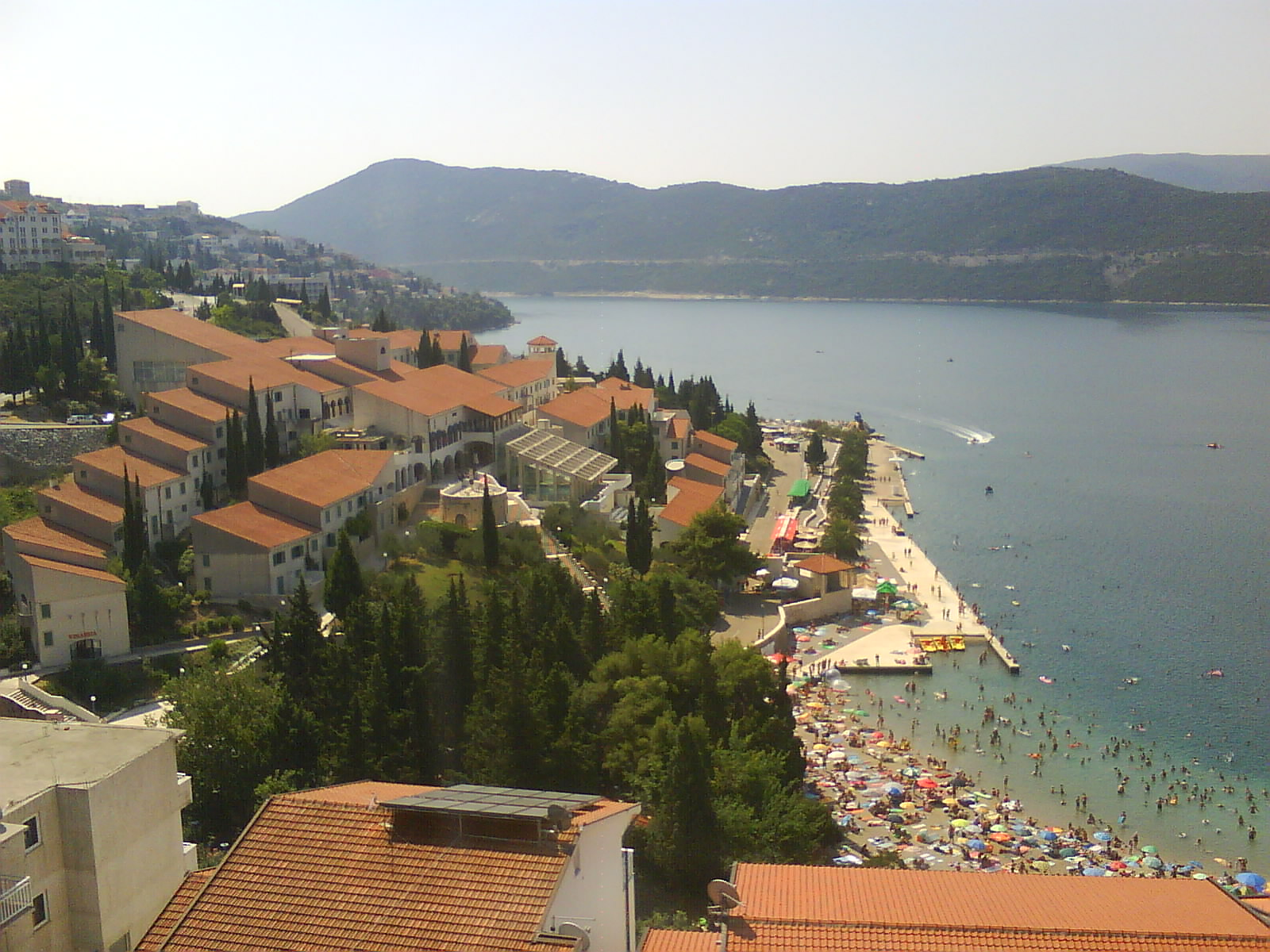
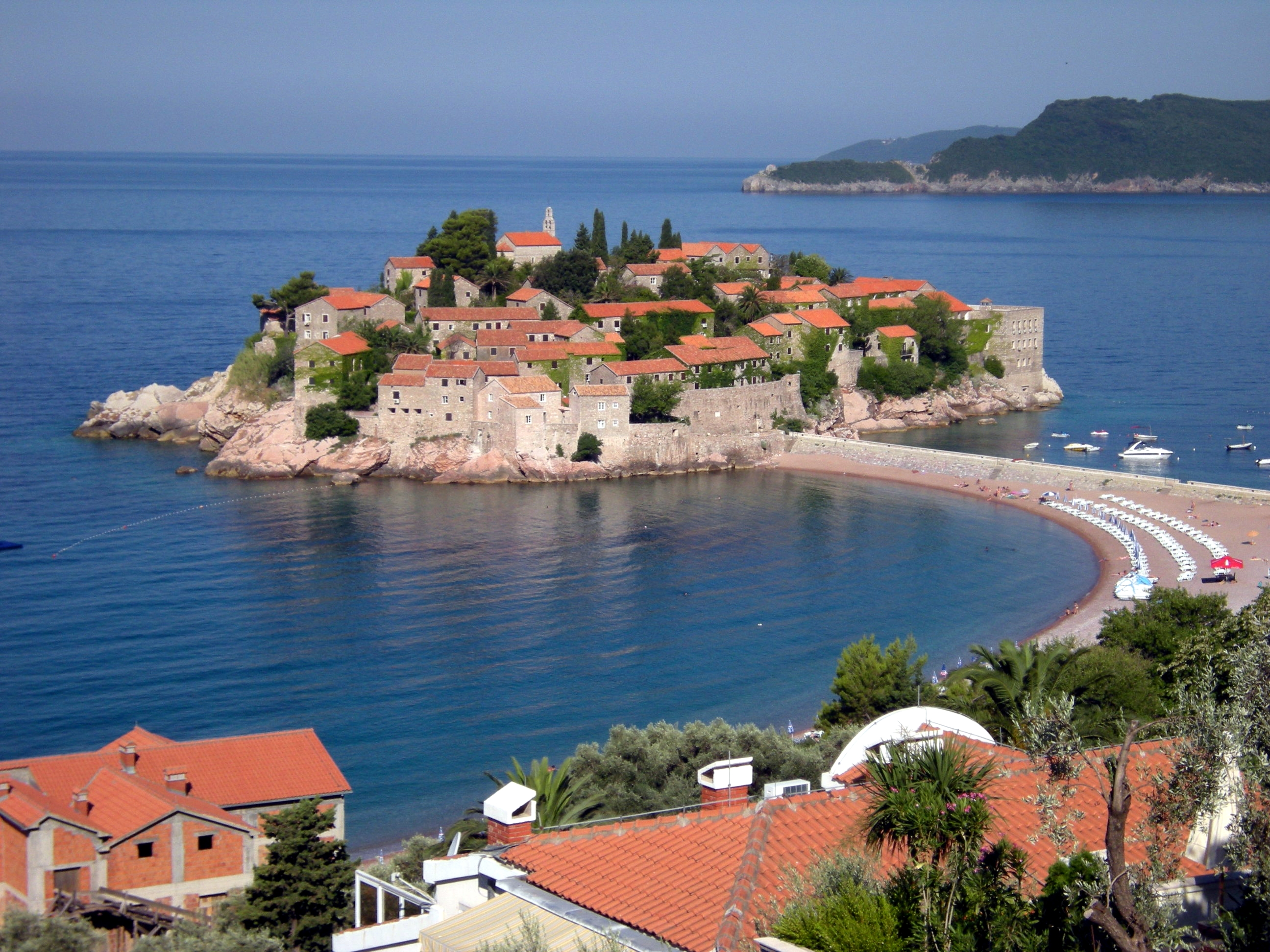
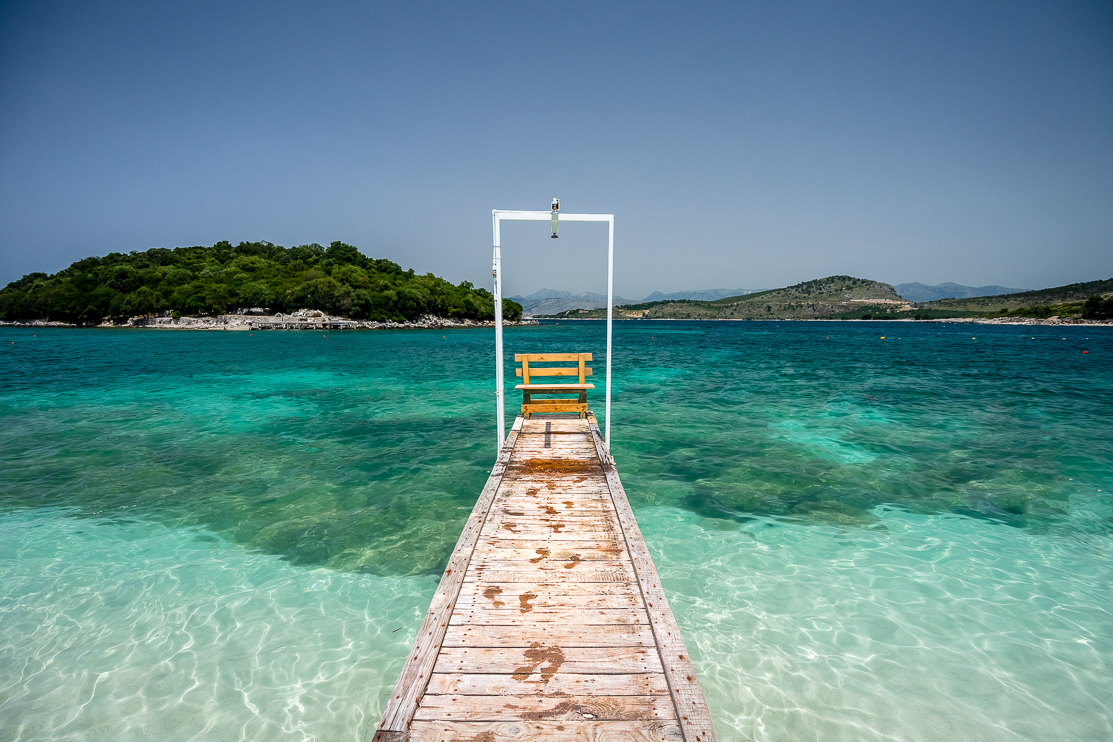
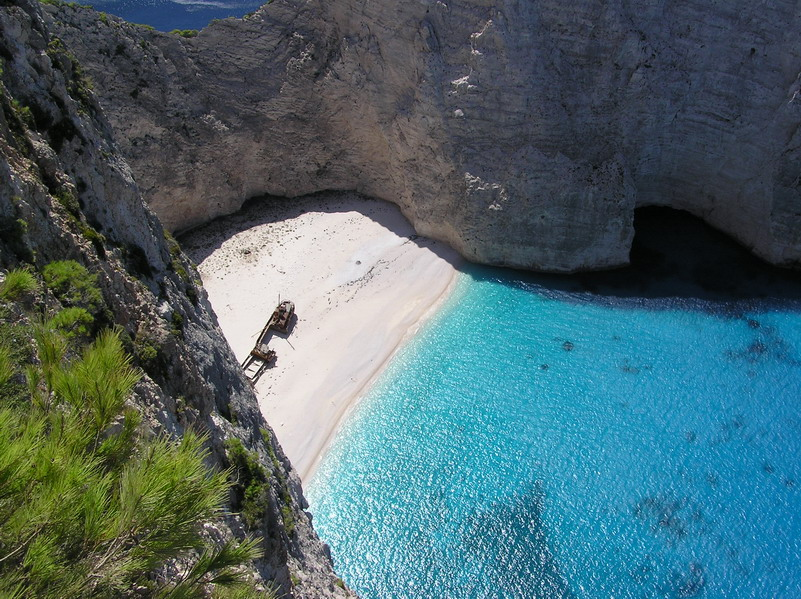
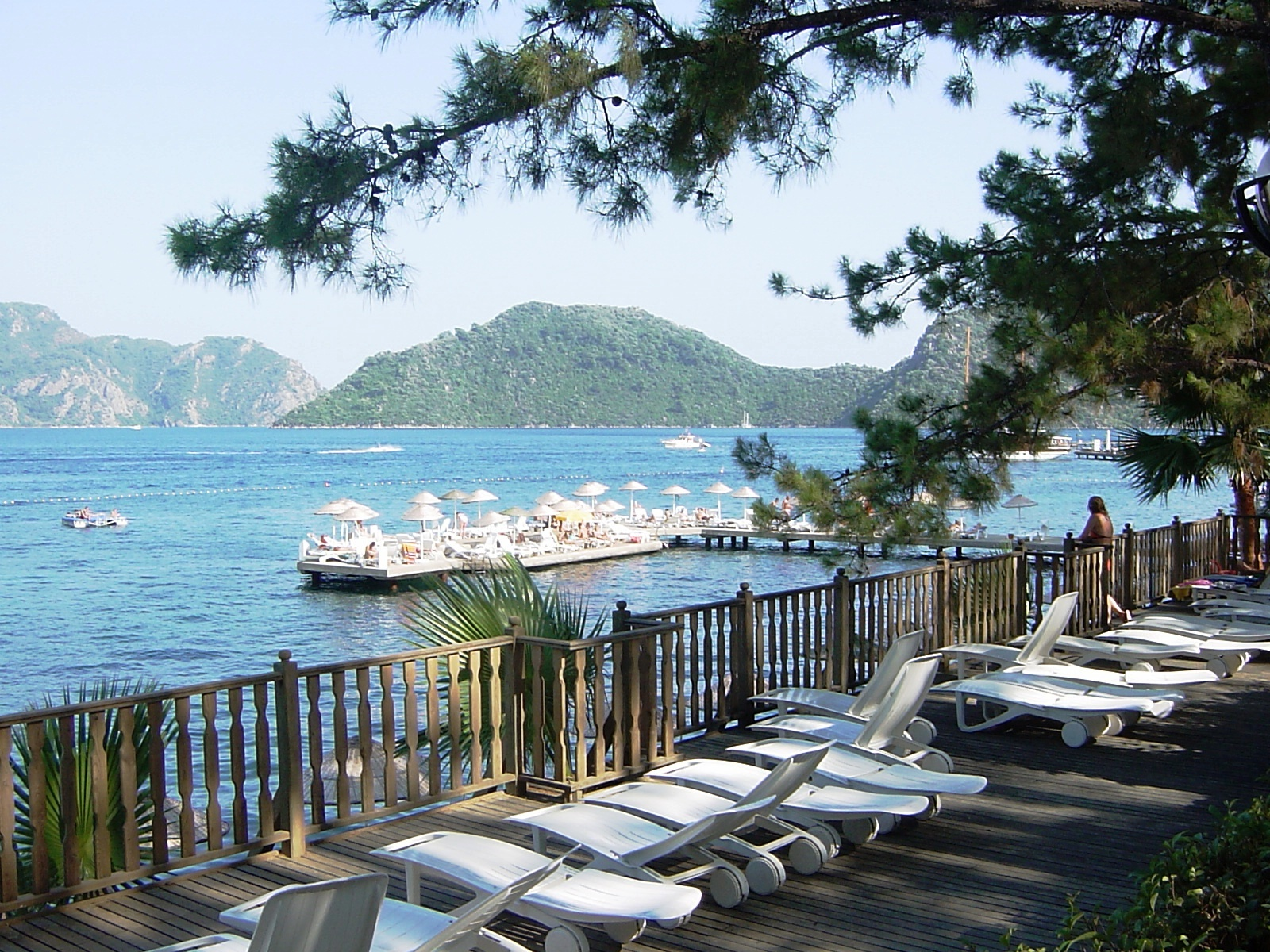
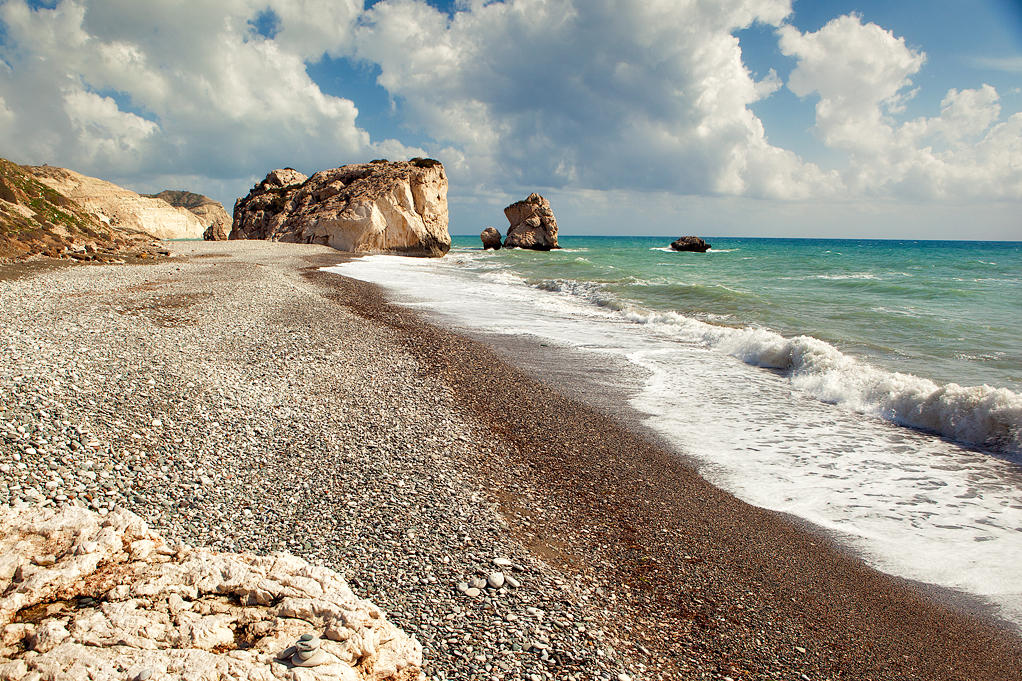
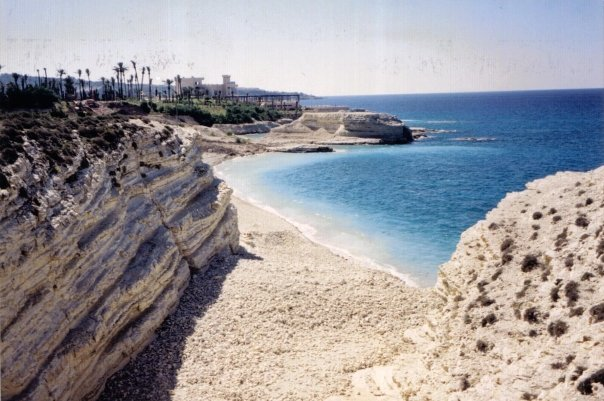
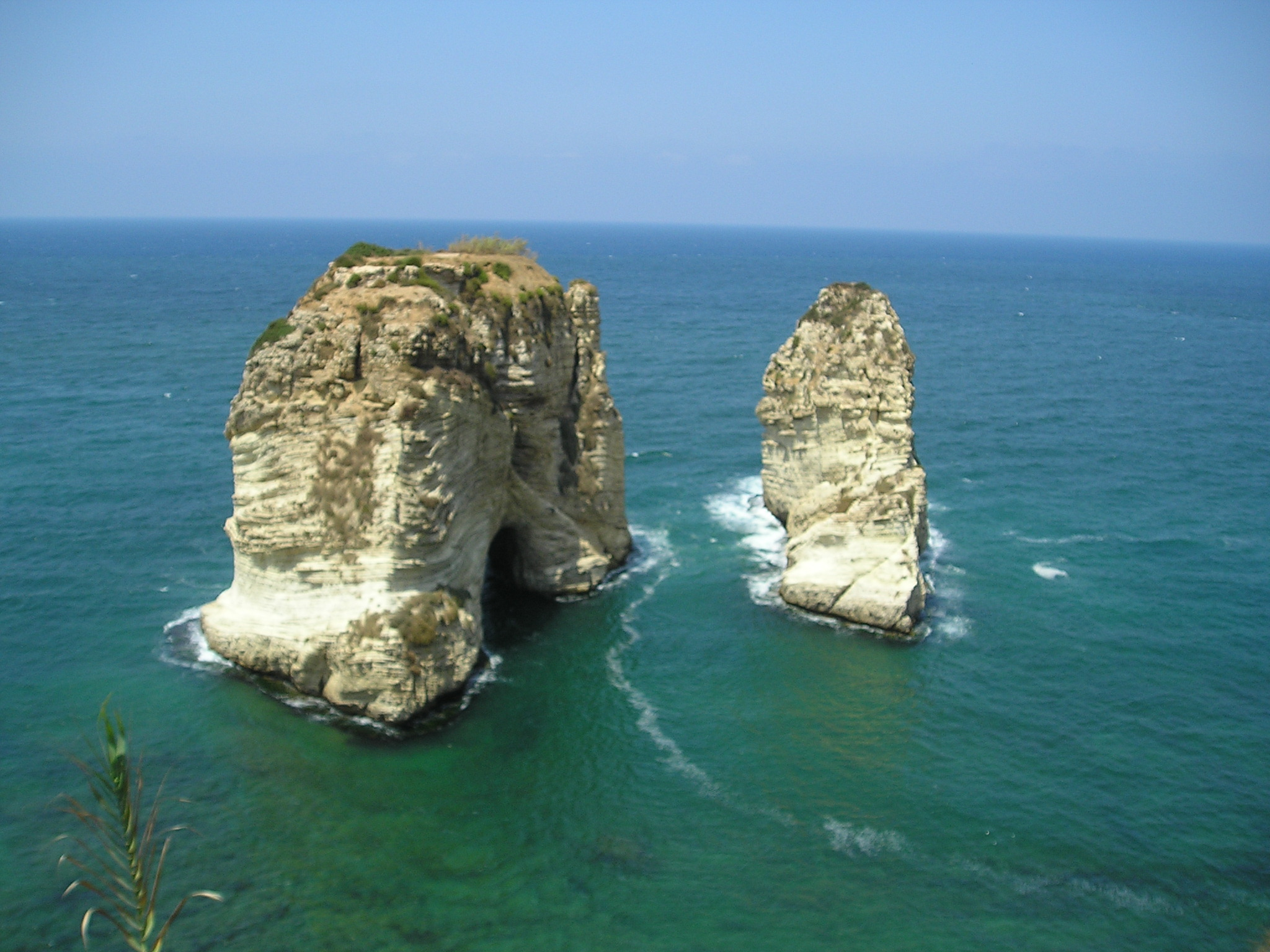
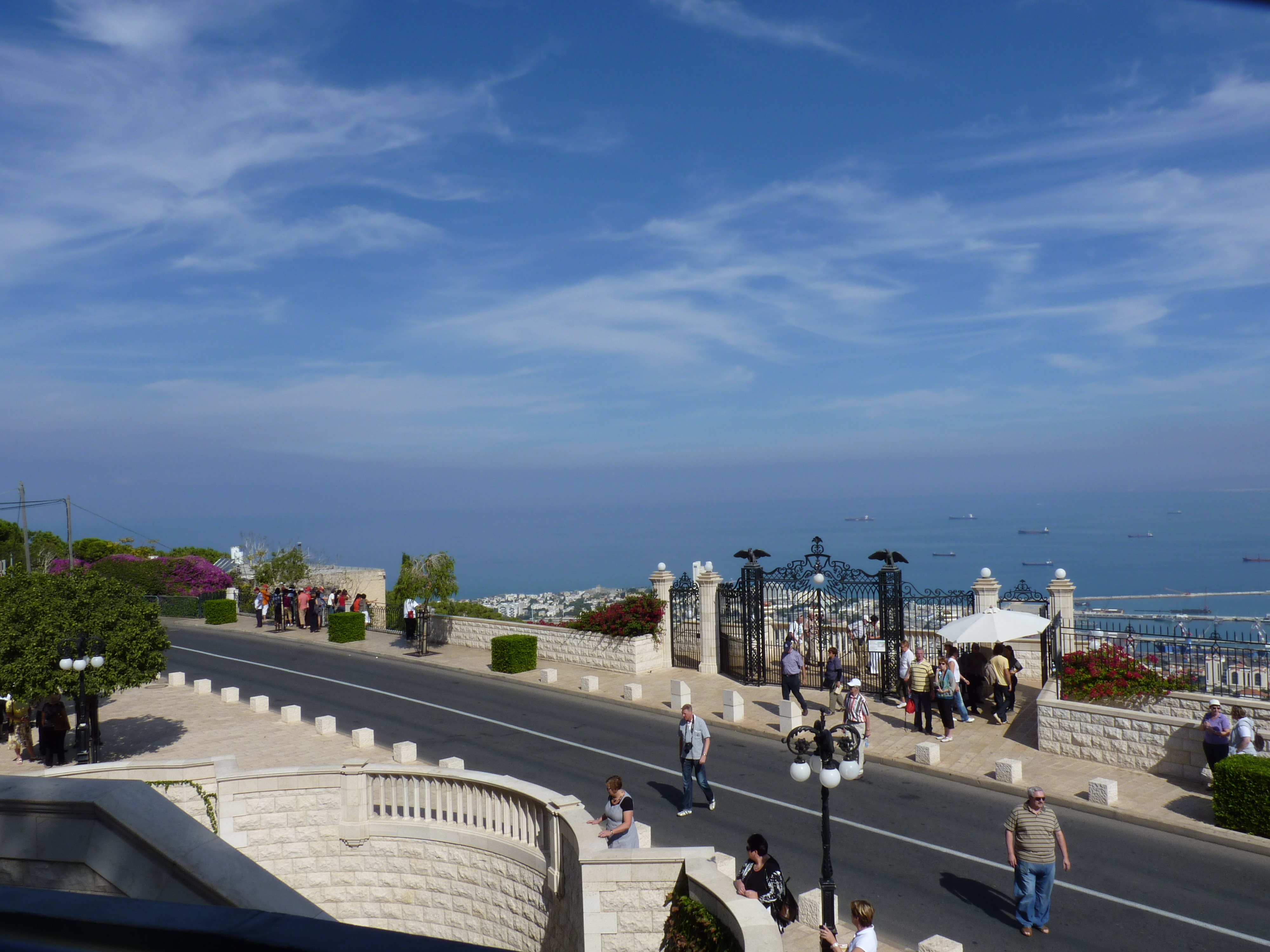
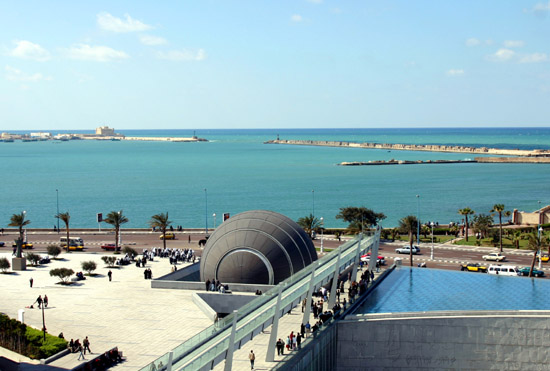
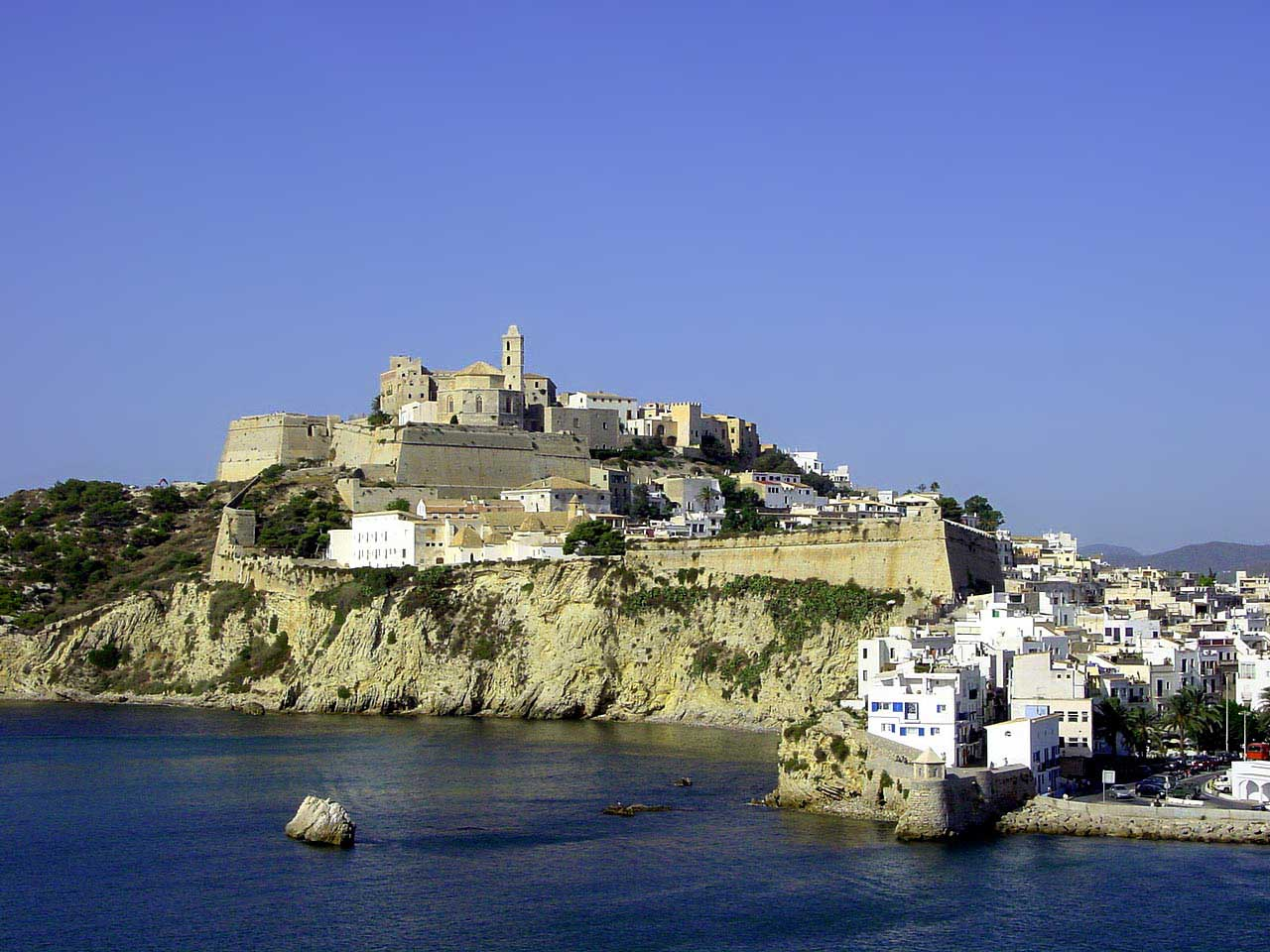
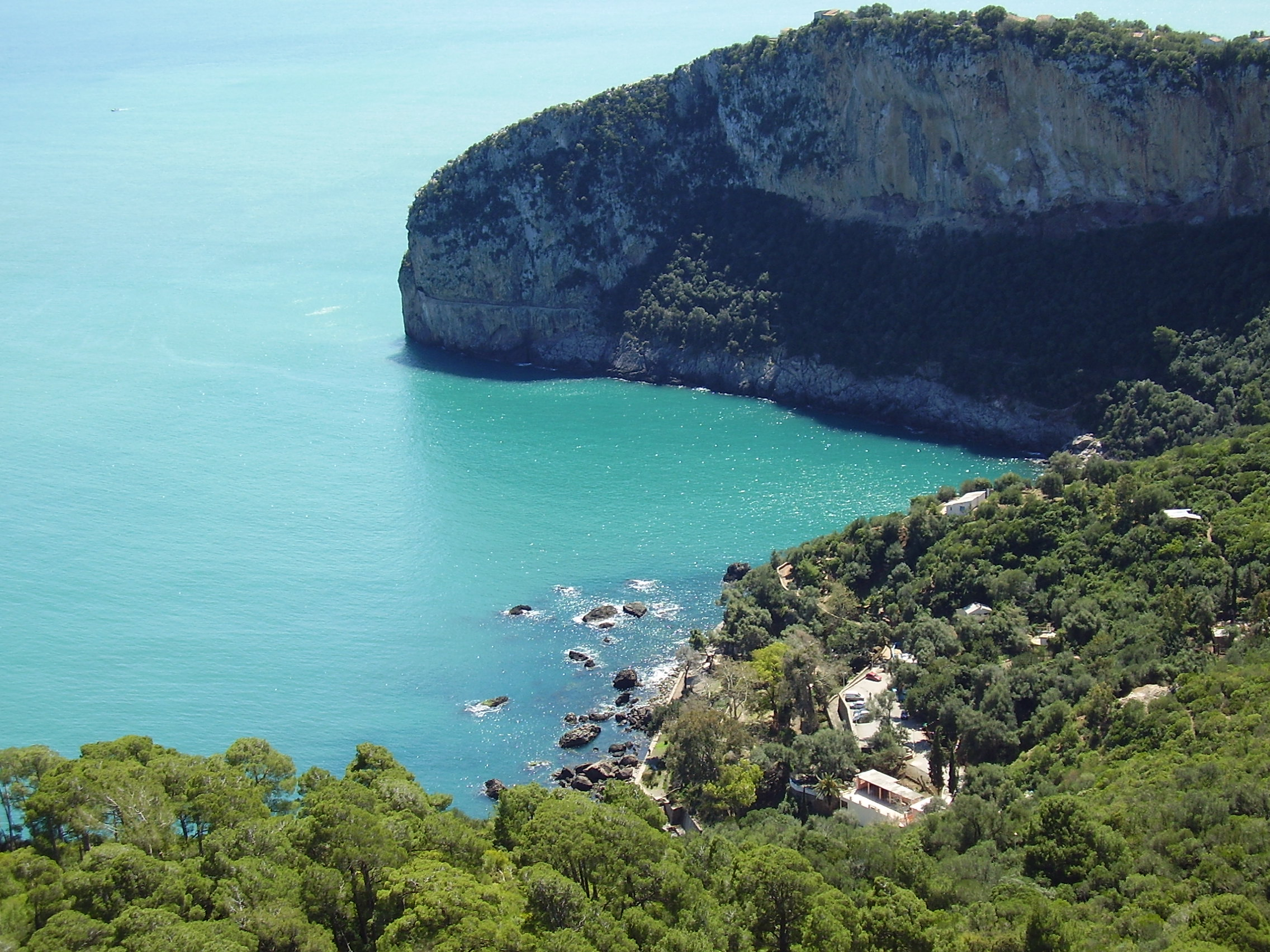
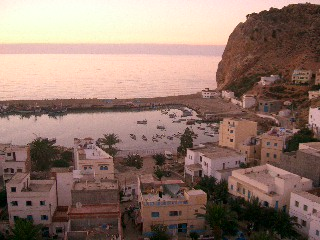
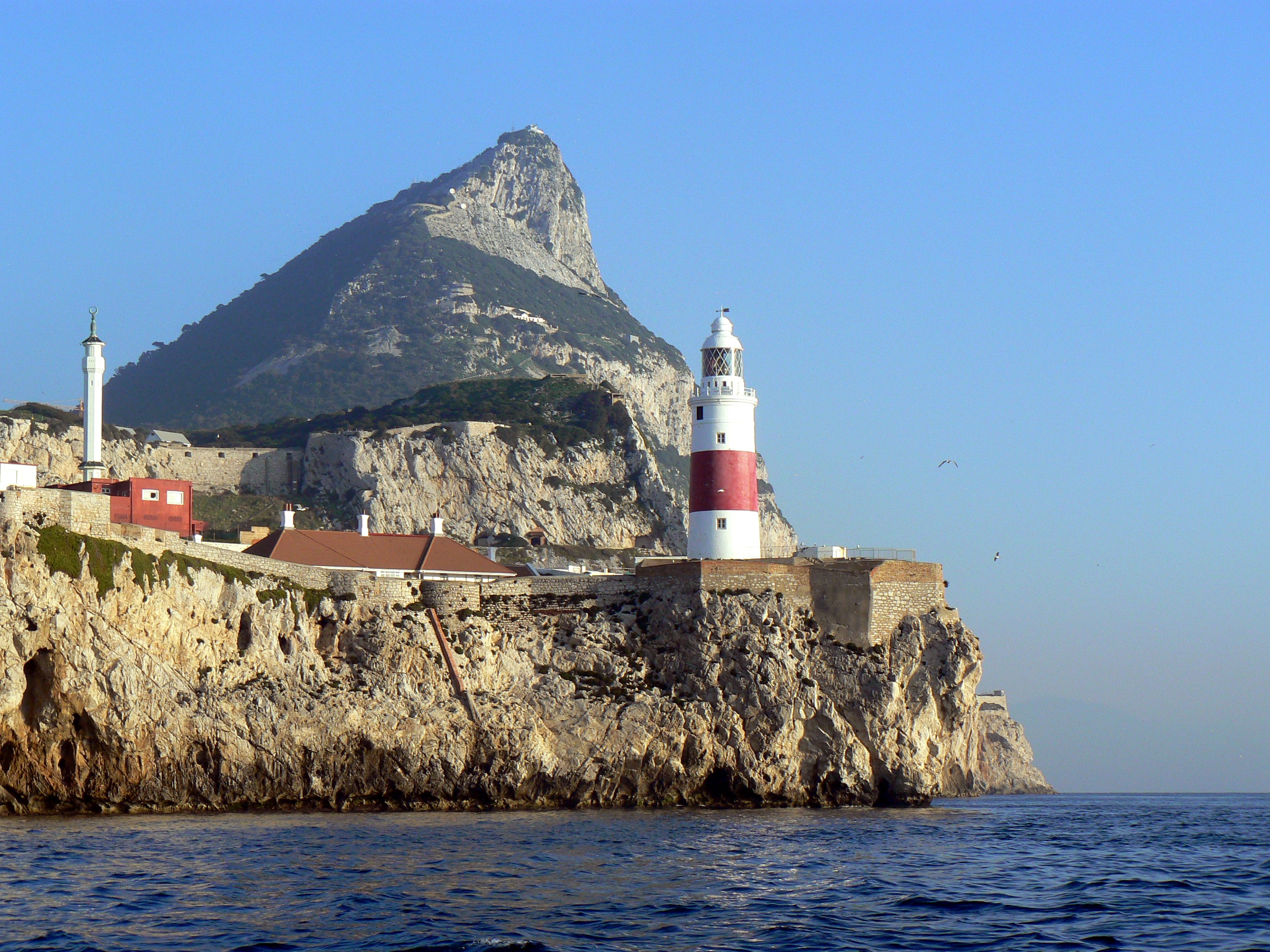
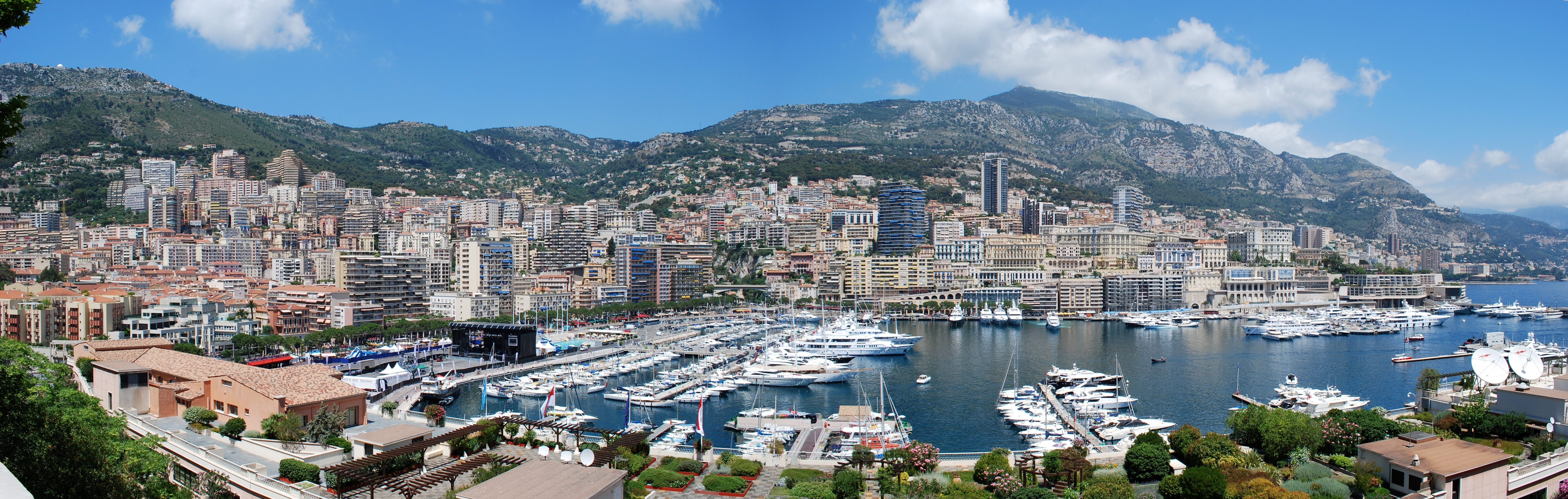